# Susank
Susank är en ort i Barton County i Kansas. Vid 2010 års folkräkning hade Susank 34 invånare.